# Eflornithine
Eflornithine (α-difluoromethylornithine of DFMO) is een geneesmiddel met verschillende toepassingen. Het werd oorspronkelijk ontwikkeld als kankerbestrijdingsmiddel. Hoewel er geen significante effecten op kanker geconstateerd konden worden bleek het middel zeer effectief te zijn tegen slaapziekte. Aangezien slaapziekte vrijwel uitsluitend voorkomt in arme landen, was het niet meer rendabel en werd het uit productie genomen. Pas op het moment dat bleek dat ook hirsutisme (ongewenste gezichtsbeharing) daarmee te 'behandelen' viel kwam het weer in productie en konden ook slaapziektepatiënten weer goedkoop behandeld worden.